# Iwan Michajłow

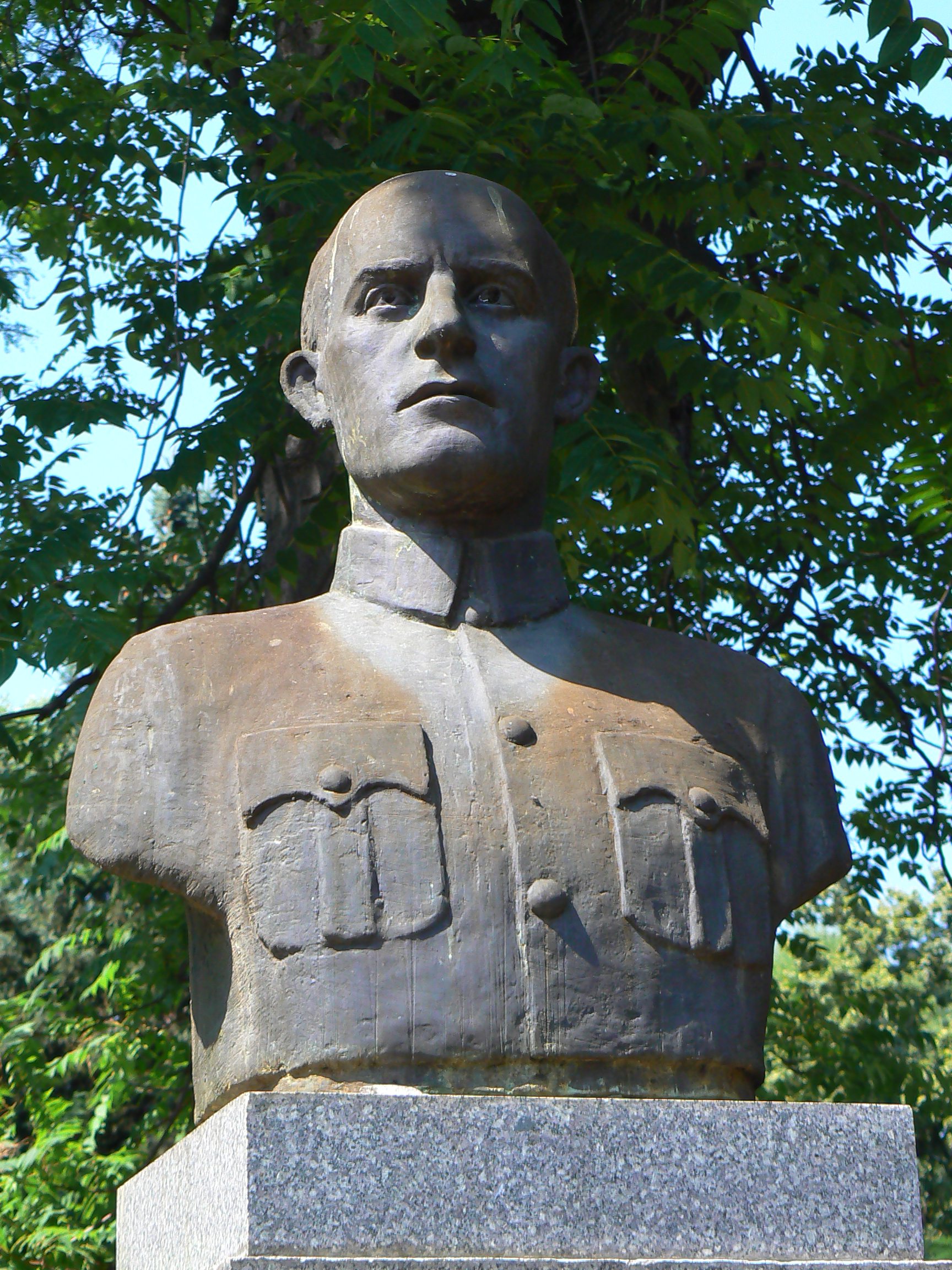
Pomnik Iwana Michajłowa w Sofii

Iwan (Wancze) Gawriłow Michajłow, bułg. Иван (Ванче, Ванчо, Радко) Гаврилов Михайлов, mac. Иван (Ванче) Михајлов (ur. 26 sierpnia 1896 w miejscowości Nowo Seło, wówczas w granicach Imperium osmańskiego, zm. 5 września 1990 w Rzymie) – bułgarski rewolucjonista, a następnie działacz polityczny, wieloletni przywódca Wewnętrznej Macedońskiej Organizacji Rewolucyjnej, emigracyjny publicysta i pisarz.

## Życiorys
Uczył się w bułgarskim gimnazjum dla mężczyzn im. św. św. Cyryla i Metodego w Salonikach, dopóki greckie władze nie zamknęły go po wybuchu II wojny bałkańskiej w 1913 r. Następnie kontynuował naukę w serbskim gimnazjum w Skopju, które po wojnach bałkańskich znalazło się w granicach Serbii. Po jego ukończeniu serbskie ministerstwo edukacji zaproponowało mu studia na jednym z europejskich uniwersytetów, ale odmówił. Wstąpił ochotniczo do armii bułgarskiej. Brał udział w I wojnie światowej. Po jej zakończeniu w 1918 r., wyjechał do Bułgarii, gdzie zamieszkał w Sofii. Podjął studia prawnicze na Uniwersytecie Sofijskim, na którym współtworzył macedońską organizację studencką. W tym czasie nawiązał kontakty z działaczami Wewnętrznej Macedońskiej Organizacji Rewolucyjnej (WMRO), dążącej do wyzwolenia Macedonii spod obcego panowania. Został osobistym sekretarzem przywódcy WMRO Todora Aleksandrowa. Po jego skrytobójczym zabiciu 31 sierpnia 1924 r., I. Michajłow stał się jednym z czołowych działaczy WMRO, wchodząc w skład Komitetu Centralnego.
Wkrótce stanął na czele całego ugrupowania. Rozprawił się z lewym skrzydłem organizacji, zlecając zabójstwa najważniejszych działaczy. Następnie silnie zintensyfikował zbrojną, terrorystyczną działalność organizacji, szczególnie na terenie Macedonii Wardarskiej (dziś Republika Macedonii). Macedońscy rewolucjoniści wysadzali drogi, mosty, linie kolejowe, dokonywali ataków terrorystycznych na posterunki policji serbskiej i różne obiekty wojskowe. Zabijali też członków serbskich władz lokalnych, policjantów, żandarmów, a także Macedończyków współpracujących z Serbami. Bojówki WMRO faktycznie przejęły kontrolę nad częścią Macedonii w rejonie Gór Pirin na granicy z Bułgarią, tworząc „państwo w państwie”. Wykorzystywały ten teren jako bazę do wypadów zbrojnych na terytorium Jugosławii. Otrzymywały nieoficjalne poparcie ze strony Bułgarii, a później Włoch, utrzymując ścisłe kontakty z chorwackimi ustaszami, z którymi zawiązali strategiczny sojusz. Sam I. Michajłow uważał się za Bułgara w Bułgarii i bułgarofila w Macedonii. Najbardziej spektakularnym aktem terrorystycznym działaczy WMRO było zorganizowanie wespół z ustaszami zabójstwa króla Jugosławii Aleksandra I i francuskiego ministra spraw zagranicznych Louisa Barthou 9 października 1934 w Marsylii.
Po wojskowym zamachu stanu w Bułgarii w 1934 r., bułgarskie poparcie dla WMRO zostało cofnięte. W tej sytuacji I. Michajłow wyjechał do Turcji, nakazując swoim towarzyszom nie atakować wojsk bułgarskich i akceptując pokojowe rozbrojenie bojówek WMRO. W kolejnych latach przeniósł się do Polski i Węgier, aby ostatecznie pod koniec 1941 r. zamieszkać w Zagrzebiu, stolicy Niezależnego Państwa Chorwackiego (NDH). Odmówił powrotu do Macedonii, zaanektowanej przez Bułgarię. W 1943 r. zorganizował probułgarskie zbrojne oddziały Ohrany, działające na obszarze greckiej Macedonii.
W sierpniu 1943 r. wyjechał potajemnie do Niemiec, gdzie odbył serię spotkań z Adolfem Hitlerem, Heinrichem Himmlerem i innymi czołowymi działaczami hitlerowskimi. Zamierzał sformować dwa lub trzy bataliony spośród macedońskich ochotników uzbrojone i umundurowane przez Niemców. Jednocześnie doszło do rozmów w Sofii między funkcjonariuszami SD i SS a głównymi działaczami WMRO. W wyniku tych wszystkich spotkań Niemcy poparli i uzbroili oddziały Ohrany oraz pozwolili na sformowanie spośród członków WMRO trzech ochotniczych batalionów w Kastorii, Florinie i Edessie. Po przejściu Bułgarii na stronę aliantów na początku września 1944 r., I. Michajłow przybył do okupowanego przez wojska niemieckie Skopje. Niemcy mieli nadzieję, że utworzy marionetkowe państwo macedońskie pod ich protektoratem, ale – nie wierząc już w możliwość wygrania przez Niemców wojny – odmówił. Poparł natomiast Bułgarski Rząd Narodowy Aleksandra Cankowa z siedzibą w Wiedniu. Pod koniec 1944 r. wyjechał poprzez Węgry, Niemcy i Hiszpanię do Włoch. Zamieszkał w Rzymie. Przywódca komunistycznych władz Bułgarii Georgi Dymitrow polecił zabić go. Po zakończeniu wojny WMRO została całkowicie rozbita w Bułgarii i Jugosławii. Jej działalność przeniosła się na emigrację. Iwan Michajłow pod koniec lat 40. podjął bliską współpracę z Macedońską Organizacją Patriotyczną. Jednocześnie zajął się twórczością pisarską, pisząc swoje pamiętniki, opublikowane w 4 tomach. Był też autorem licznych artykułów w najstarszym macedońskim piśmie emigracyjnym „Macedonian Tribune”. Na krótko przed śmiercią udzielił jeszcze we wrześniu 1989 r. wywiadu dziennikarzowi ze Skopje, co wywołało duże zaskoczenie w Bułgarii i Jugosławii.
W Bułgarii I. Michajłow jest uważany za bohatera narodowego i wielkiego rewolucjonistę. Jego pomnik stoi w Sofii, wiele ulic i szkół w różnych miastach jest nazwanych jego imieniem. Z kolei w Macedonii uważa się go za zdrajcę narodu macedońskiego. Sąd konstytucyjny Republiki Macedonii rozwiązał probułgarską organizację nazwaną jego imieniem, jako separatystyczną.